# Reyer Venezia 1959-1960
Questa voce raccoglie le informazioni riguardanti la Reyer Venezia nelle competizioni ufficiali della stagione 1959-1960.

## Stagione
La Reyer Venezia disputa il campionato di Serie A Elette  terminando all'11º posto (su 12 squadre). Perde gli spareggi salvezza contro la Gira Bologna e viene retrocessa in serie A. Costretta a rinunciare alla serie A per problemi di bilancio riparte dalla serie B.

## Rosa 1959-1960
- Donega
- Concetto Pozzati
- Vito Toso[1]
- Bruno Montesco
- Carli
- Carlin
- Pietro Girardo[2]
- Dario
- Renzo Vincenti
- Ezio Lessana
- Giorgio Cedolini
- Bruno Del Zotto[3]

Allenatore:
- Giulio Geroli[4]